# Lansing (Nowy Jork)
Lansing – miasto w stanie Nowy Jork, w hrabstwie Tompkins. W roku 2010 liczyło 11 033 mieszkańców. Ma powierzchnię 181,1 km², z czego 157,3 km² to stały ląd, a 23,9 km² stanowią obszary wodne.
W latach 1942–1961 w South Lansing – w zachodniej części Lansing – na ówczesnych Farmach Królestwa działała Biblijna Szkoła Strażnicy – Gilead, kształcąca misjonarzy Świadków Jehowy.

## Podział administracyjny
- Asbury
- Buck Cornes
- Dublin Corners
- East Lansing
- Head Corners
- Howland Corners
- Howser Cornes
- Ithaca-Tompkins Regional Airport (ITH)
- Lake Ridge
- Lake Ridge Point
- Lansing Residential Center
- Lansing Station
- Lansingville
- Ludlowville
- McKinneys
- Midway
- Munson Cornes
- Myers
- Norten
- North Lansing
- Portland
- Portland Point
- Rogues Harbor
- Smith Cornes
- South Lansing
- Terpening Corners